# Krzemień (gromada w powiecie stargardzkim)
Krzemień – dawna gromada, czyli najmniejsza jednostka podziału terytorialnego Polskiej Rzeczypospolitej Ludowej w latach 1954–1972.
Gromady, z gromadzkimi radami narodowymi (GRN) jako organami władzy najniższego stopnia na wsi, funkcjonowały od reformy reorganizującej administrację wiejską przeprowadzonej jesienią 1954 do momentu ich zniesienia z dniem 1 stycznia 1973, tym samym wypierając organizację gminną w latach 1954–1972.
Gromadę Krzemień z siedzibą GRN w Krzemieniu utworzono – jako jedną z 8759 gromad na obszarze Polski – w powiecie stargardzkim w woj. szczecińskim na mocy uchwały nr V/50/54 WRN w Szczecinie z dnia 5 października 1954. W skład jednostki weszły obszary dotychczasowych gromad Bytowo, Dolice, Grabnica i Krzemień ze zniesionej gminy Bytowo oraz obszary dotychczasowych gromad Ciemnik i Czertyń ze zniesionej gminy Mielno Stargardzkie w tymże powiecie. Dla gromady ustalono 14 członków gromadzkiej rady narodowej.
Gromadę zniesiono 1 stycznia 1969, a jej obszar włączono do gromad Ińsko (miejscowości Ciemnik, Czertyń, Dolnik, Górnik, Gronówko i Poradz) i Dobrzany (miejscowości Bytowo, Ciszewo, Dolice, Grabnica, Kielno, Krzemień, Okole i Wabnik) w tymże powiecie.